# DAGMAR
Model DAGMAR (Defining Advertisement Goals for Measured Advertising Results) definuje propagační cíle pro měřitelné marketingové výsledky. Tento model marketingové komunikace byl vyvinut v roce 1961 Russlem H. Colleyem pro měření marketingové efektivity. Mapuje stavy mysli, kterými zákazník prochází. Propagace je použita k posouvání zákazníka skrz spektrum DAGMAR.

## Spektrum DAGMAR
Podle modelu DAGMAR, každý potenciální zákazník musí projít následujícími čtyřmi kroky (jsou též známy pod zkratkou ACCA):
1. Awareness (povědomí) – Jeho účelem je posunout lidi od neznalosti ke znalosti produktu. Propagace směřuje k tomu, aby zákazník věděl o existenci produktu. Vytvoření povědomí o existenci výrobku nebo organizace je nutné vytvořit ještě před samotným nákupním chováním zákazníků, kterého bychom chtěli docílit. Jakmile je povědomí o produktu vytvořeno u cílové skupiny zákazníků, nemělo by být opomíjeno. Je-li zanedbáváno, zákazníci mohou být snadno rozptýleni zprávami o konkurenčních produktech a úroveň povědomí o ohniskovém výrobku nebo organizaci bude klesat. Povědomí musí být vytvořeno, měněno nebo udržováno, v závislosti na vlastnostech trhu a konkrétních situacích, se kterými se organizace v daném okamžiku potýká.
2. Comprehension (pochopení) – Jedná se o informace poskytované reklamou. Povědomí samo o sobě nemusí být ještě dostatečnou stimulací k nákupu. Další znalosti o výrobku nebo organizaci jsou nutné. Toho lze dosáhnout tím, že poskytne konkrétní informace o klíčových atributech značky.
3. Conviction (přesvědčení) – Kroky vedoucí k přesvědčení zákazníka. Dalším krokem je vytvoření pocitu přesvědčení. Vytvořením zájmu a preferencí, jsou kupující přesunuti do pozice, v níž jsou přesvědčeni o tom, že by určitý výrobek daného typu měli při nejbližší příležitosti vyzkoušet. K přesvědčení zákazníka je často prováděno prostřednictvím zpráv, které ukazují převahu výrobku nad soupeřem, nebo nabídnutím odměn (přidané hodnoty) v důsledku používání výrobku.
4. Action (akce) – Jedná se o podporu prodeje, která vede zákazníka k nákupu. Komunikace musí v poslední fázi povzbudit zákazníky k nákupu. Cílená reklama by měla vést zákazníky k požadovanému nákupnímu chování. Nejefektivnějším nástrojem komunikačního mixu v této fázi je osobní prodej. Díky využití interpersonálních dovedností se zvýší pravděpodobnost, že si zákazníci výrobek skutečně koupí. Dalšími možnostmi na podporu prodeje mohou být například direct mail, propagační letáky, slevové kupony a další.

## Komunikační efekty
Tento model dělí komunikační proces do devíti efektů. Komunikační efekty nebo cíle obsažené v modelu DAGMAR jsou zaměřeny spíše na současný nebo budoucí nákupní proces než na okamžitý prodejní efekt. Patří mezi ně:
- Potřeba dané kategorie
- Povědomí o značce
- Znalost značky
- Postoj ke značce
- Záměr koupit značku
- Pomoc při nákupu
- Nákup
- Spokojenost
- Loajalita ke značce

Rozhodnutí, na který konkrétní komunikační cíl se zaměřit, závisí na marketérovi a odvíjí se od dané situační analýzy nebo průzkumu v cílových skupinách. V případě nízkého povědomí o značce, je žádoucí se věnovat tomuto cíli, pakliže je preference značky problémová, pak by kampaň měla posilovat její oblibu.
Podstata modelu DAGMAR spočívá ve skutečnosti, že místo cílů prodeje, jež jsou obtížně kvantifikovatelné vůči nákladům na komunikaci, jsou aplikována jiná měřitelná měřítka, a to například právě povědomí o značce a image. Ve srovnání s veličinami pro měření budoucího obratu mají tyto měřítka okamžitý efekt. Jak ukazuje praxe, míra povědomí a image je propojena s užitím, což znamená, že nejdříve by mělo dojít k měření povědomí o značce a image a poté následují prodeje.
Model DAGMAR lze zařadit mezi tzv. modely tradičních silných teorií komunikace. Tyto modely kritizoval Ehrenberg s názorem, že neexistuje důkaz toho, že zákazníci před svým nákupem uplatňují přání nebo silná přesvědčení. Na základě toho vytvořil ve spolupráci s Jonesem nový model ATR, tedy model slabé teorie marketingové komunikace.

### Srovnání různých modelů
| Model AIDA    | Hierarchický model podle Lavidge a Steinera | Model DAGMAR |
| ------------- | ------------------------------------------- | ------------ |
| A – pozornost | Povědomí                                    | (Neznalost)  |
| I – zájem     | Znalost                                     | Povědomí     |
| D – touha     | Chuť                                        | Pochopení    |
| A – akce      | Preference                                  | Přesvědčení  |
|               | Přesvědčení                                 | Akce         |
|               | Nákup                                       |              |